# How You Feel
How You Feel è un singolo del rapper statunitense Trippie Redd, pubblicato il 21 giugno 2018.

## Tracce
1. How You Feel – 4:34